# Wera Wladimirowna Altaiskaja
Wera Wladimirowna Altaiskaja (russisch Вера Владимировна Алтайская; * 21. Mai 1919 in Petrograd, Russische Sozialistische Föderative Sowjetrepublik; † 28. Dezember 1978 in Moskau, Sowjetunion) war eine sowjetische Schauspielerin.

## Leben
Altaiskaja war die Tochter des Schriftstellers und Übersetzers Konstantin Nikolajewitsch Altaiski-Koroljow (1902–1978) und der Pianistin Wera Petrowna Tschaplygin (1902–1978). 1926 zog die Familie nach Kaluga und später nach Moskau. Altaiski-Koroljow wurde 1937 zu sieben Jahren Lagerhaft verurteilt.
Altaiskaja kam bereits als junge Frau zum Film, als sie 1936 in der russischsprachigen Fassung von Kämpfer die Rolle der von Ingeborg Franke gespielten Anna sprach. 1938 gab sie in Великий счёт (Weliki stschjot) ihr Debüt vor der Kamera und schloss 1940 die Schauspielschule des Studios Mosfilm ab. Im selben Jahr gab sie in Светлый путь (Swetly put) bereits ihre dritte Rolle. 1943 war Altaiskaja in der Lermontow-Filmbiografie Das Duell als Adlige Alexandra Kirillowna Woronzowa-Daschkowa zu sehen, ohne aber in den Credits genannt zu werden.
Altaiskaja wurde ausschließlich als Nebendarstellerin eingesetzt. Sie etablierte sich im Laufe der Zeit als Charakterdarstellerin, erlangte aber v. a. durch ihre Rollen in mehreren Märchenfilmen Alexander Rous Bekanntheit. Ihre Filmografie umfasst 58 Werke, u. a. auch den Animationsfilm В стране ловушек (W strane lowuschek, 1975), in dem sie als Sprecherin zu hören war.
Von 1946 bis zu ihrem Tod war Altaiskaja außerdem für das Moskauer Staatstheater der Filmschauspieler aktiv.
Sie war Trägerin der Medaille „Für heldenmütige Arbeit im Großen Vaterländischen Krieg 1941–1945“.

## Privates
Wera Altaiskaja war mit dem preisgekrönten Schauspieler Alexei Konsowski (1912–1991) verheiratet, ihre gemeinsame Tochter Swjetlana Alexandrowna (1941–1994) war gleichfalls in der Medienbranche aktiv.
Sie starb im Alter von 59 Jahren nach kurzer schwerer Krankheit und wurde auf dem Wagankowoer Friedhof beigesetzt.

## Filmografie (Auswahl)
- 1941: Der helle Weg (Swetly put)
- 1943: Das Duell (Lermontow)
- 1956: Ein Dichter (Poet)
- 1958: Auf der anderen Seite (Po tu storonu)
- 1959: Die Journalistin (Nasch korrespondent)
- 1959: Die verzauberte Marie (Marija-Iskysniza)
- 1961: Brot und Rosen (Chleb i rosy)
- 1962: Die Nacht vor Weihnachten (Wetschera na chutore blus Dukanki)
- 1963: Im Königreich der Zauberspiegel (Korolewstwo kriwych serkal)
- 1965: Abenteuer im Zauberwald (Morosko)
- 1968: Feuer, Wasser und Posaunen (Ogon, woda i … mednye truby)
- 1969: Der Kronzeuge (Glawny swidetel)
- 1969: Männergespräche (Muschskoi rasgowor)
- 1970: Die schöne Warwara (Warwara-Krasa, dlinnaja kosa)
- 1973: Der Hirsch mit dem goldenen Geweih (Solotye roga)